# Марцеллин Комит
Марцелли́н Ко́мит (лат. Marcellinus Comes; ум. после 534 г.) — византийский историк, составивший
хронику, которая охватывает период от вступления на престол императора Феодосия I
(379 г.) до первых лет царствования императора Юстиниана I (534 г.).

## Биография
О жизни Марцеллина Комита известно немного. Хотя он родился в Иллирии, Марцеллин всю сознательную жизнь прожил в Константинополе. Он был близок к Юстиниану I ещё тогда, когда тот был наследником престола. При Юстиниане I Марцеллин занимал ряд придворных должностей. В своей «Хронике» Марцеллин Комит описывает исключительно события, происходившие в восточной части бывшей Римской империи, особое внимание уделяя происшествиям в столице Византии и истории Христианской Церкви на Востоке. «Хроника» Марцеллина была продолжена анонимным автором до 566 г. (события с 548 г. являются лишь перечислением индиктов). Кассиодор (Institutiones Divinarum..., XVII) упоминает ещё о двух сочинениях Марцеллина, которые до нас не дошли (в том числе описания Константинополя и Иерусалима).

## Издания
- Marcellinus Comes. Chronicon. MGH. AA, XI. (1894). p. 60-108
- Марцеллин Комит. Хроника (фрагменты)//Евагрий Схоластик. Церковная история. стр.588-591.— СПб: «Издательство Олега Абышко», (2006).—С.672.—ISBN 5-89740-134-8
- Марцеллин Комит. Хроника / Пер., ред. Н. Н. Болгов. Белгород, 2010.